# Milsom Rees
Sir John Milsom Rees (Neath, 20 aprile 1866 – Broadstairs, 25 aprile 1952) è stato un chirurgo gallese.

## Carriera
Studiò medicina al St Bartholomew's Hospital a Londra. Dopo essere entrato nel Fellow del Royal College of Surgeons a Edimburgo, ha ottenuto il posto di chirurgo otorinolaringoiatra presso il Prince of Wales General Hospital di Tottenham.
Ha praticato anche privatamente al 18 Upper Wimpole Street ed è stato consulente dalla Royal Opera House, tra i suoi pazienti vi erano Adelina Patti, Nellie Melba e Kirsten Flagstad.
Nel 1910 divenne medico otorinolaringoiatra di Giorgio V del Regno Unito e della famiglia reale. Nel 1931 l'Università del Galles gli ha conferito la laurea honoris causa nel dottorato in scienze.
Una targa commemorativa a 18 Upper Wimpole Street è stato posto da Donald Harrison, presidente della Royal Society of Medicine, nel 1996.